# Сан-томейский иглохвост
Сан-томейский иглохвост (лат. Zoonavena thomensis) — вид птиц из семейства стрижиных. Подвидов не выделяют.

## Распространение
Эндемики Сан-Томе и Принсипи (острова в Гвинейском заливе у побережья Западной (либо Центральной) Африки). Птицы встречаются как на острове Сан-Томе, так и на Принсипи. В значительной степени лесной вид.

## Описание
Мелкие птицы. Длина тела 10 см, вес около 8 г. Форма крыла типичная, средняя его часть выпуклая. Хвост прямой, в расправленном состоянии округлый на вид.

## Биология
Питаются насекомыми, в том числе мелкими жучками. Миграций не совершают.

## Охранный статус
МСОП присвоил виду охранный статус LC.